# Harderwijk
Harderwijk  è una municipalità dei Paesi Bassi di 44 052 abitanti situata nella provincia della Gheldria, a circa 70 km. ad est di Amsterdam.
Nei pressi della cittadina è situato l`Aquaduct Veluweemer, originale opera di ingegneria per cui un canale d`acqua passa sopra e scavalca un raccordo autostradale.